# Římskokatolická farnost Prostějov–Vrahovice
Římskokatolická farnost Prostějov–Vrahovice je územní společenství římských katolíků s farním kostelem sv. Bartoloměje v děkanátu Prostějov v arcidiecézi olomoucké.

## Historie
Záznam o existenci farnosti pochází z roku 1360. V roce 1639 farnost zanikla a Vrahovice byly spravovány z nedalekých Kralic na Hané. Roku 1682 došlo k obnovení farnosti.

## Duchovní správci
Do srpna 2018 byl administrátorem P. Mgr. Josef Glogar SDB. Od 1. září 2019 do 26. 11. 2021 byl farářem P. Mgr. Emil Matušů SDB. Po jeho úmrtí je administrátorem excurrendo P. Mgr. Josef Klinkovský SDB.

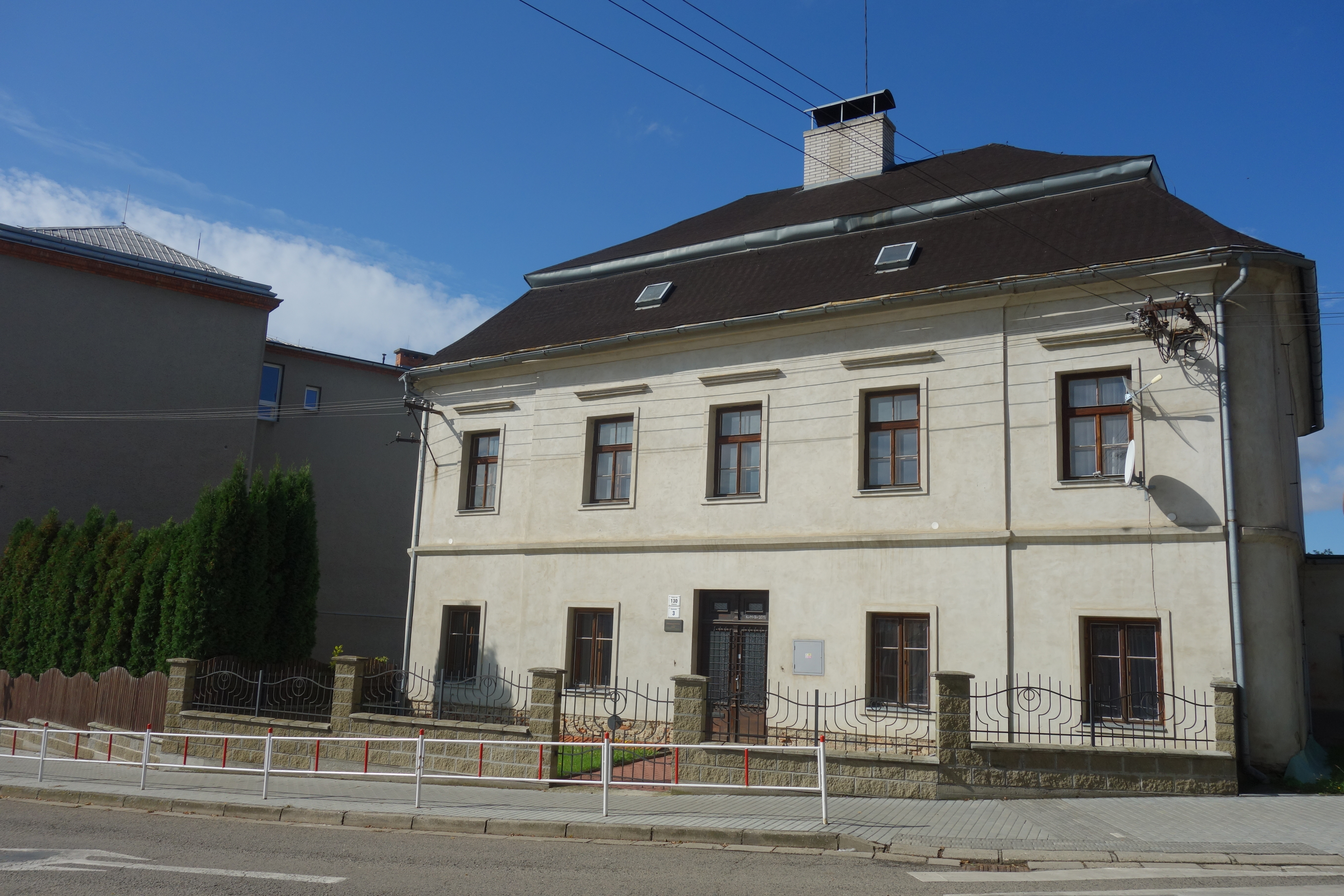
Fara – pohled z návsi
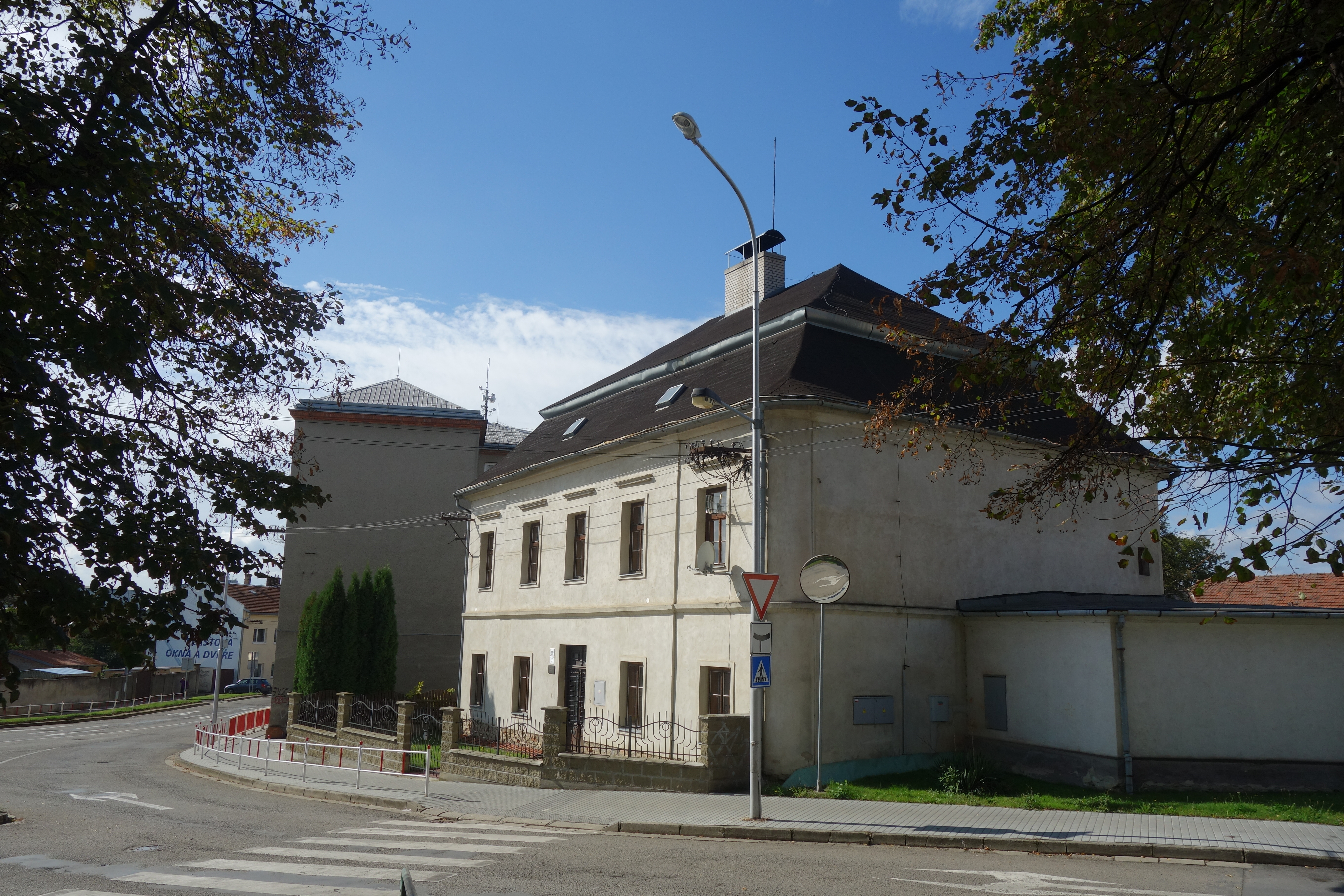
Fara – pohled směrem od kostela

## Historie správců
Farnost, to jsou především věřící lidé a jejich vůdčí osobnosti, tj. duchovní pastýři. Do pomyslného kněžského Slavína na hřbitově ve Vrahovicích patří vrahovičtí faráři, kteří odpočívají na již zrušeném hřbitově, který bezprostředně obklopoval jak původní, tak od roku 1831 zbouraný a stavěný dnešní kostel.
- Matrika zemřelých ve Vrahovicích mezi roky 1718–1785, uložená v Moravském zemském archivu v Brně (dále MZA), sign. 9853 na s. 48 (scan 206/357) uvádí skon duchovního správce farnosti P. Bernarda Sittera dnem 12. 8. 1732 ve Vrahovicích. Tehdy matriky zemřelých byly vedeny spíše jako seznamy, a proto tam není uvedeno, zda a kým byl pochován ve Vrahovicích.
- Dnem 30. 9. 1735 ve stejném duchu je evidováno úmrtí P. Josefa Aloise Kvasnicu, faráře v letech 1732–1735. Ze stejných důvodu jako výše, nejsou uvedeny další podrobnosti.
- Pater Petr Pavel Makyta (1715 – 17. 8. 1764 ve Vrahovicích) byl v letech 1749–1763 Ve Vrahovicích jako kooperátor. Jako farář působil ve Vrahovicích krátce (červen 1763–1764). Pohřbil jej ve Vrahovicích děkan z Kralic.
- V pořadí 12. duchovní od obnovení farnosti v r. 1683 P. Jiří Rochovský byl farářem pouhé 3 měsíce (21. 1. 1765 – 26. 4. 1765) a skonal v pouhých 39 letech.
- P. Raymund Breil (1741 – 10. 12. 1814 ve Vrahovicích) přišel dne 16. 3. 1791 z Žeravic na Kyjovsku. Pohřbil jej v 73 letech věku dubanský farář s diagnózou sešlost věkem.

- P. Petr Pavel Makyta (1715–1764), (působil 1763–1764)
- P. Jiří Rohovský (1726–1765), (působil 1765–1765)
- P. Raymund Breil (1741–1814), (působil 1791–1814)
- P. Jan Arnošt Bruckner (23. 12. 1784 v Novém Jičíně[2] – 18. 5. 1846 ve Vrahovicích[3])
- P. František Pavel Havránek (26. 10. 1792 ve Štramberku[4] – 4. 9. 1850 ve Vrahovicích[5]) (od roku 1683)
- P. František Barbořík (1792 – 1858 ve Vrahovicích) působil ve farnosti od 25. 11. 1850 – 15. 1. 1858[6]
- P. Ignác Böhm (31. 7. 1805 v Novém Jičíně – 18. 9. 1878 ve Vrahovicích)[7]
- P. Ondřej  Sedláček (27. 11. 1838 ve Štětovicích –  16. 8. 1891 ve Vrahovicích) (působil 4. 3. 1879 – 16. 8. 1891)
- ThDr. Bořivoj Karel Kyselý (4. listopadu 1875 v Držovicích – 16. prosince 1960 ve Vrahovicích) – v pastoraci působil 25 roků již v důchodu

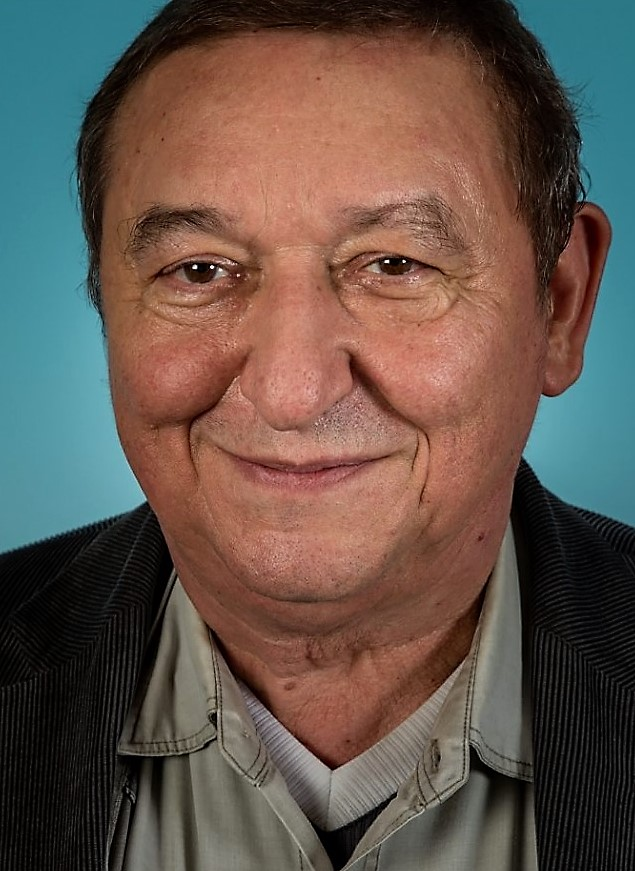
Pater Matušů

- Pater MatušůP. Josef Střída (29. 7. 1909 ve Vojnicích u Olomouce – 12. 6. 1998 v Prostějově). Působil ve farnosti od 1. 2. 1955 – 1. 7. 1997.
- P. František Josef Ptáček, SDB (1. 7. 1995 – 30. 8. 1999)
- P. Petr Vaculík, SDB (1. 9. 1999 – 30. 6. 2010)
- P. Petr Matula, SDB (1. 7. 2010 – 30. 6. 2015)
- P. Josef Glogar, SDB (1. 7. 2015 – 30. 8. 2019)
- P. Emil Matušů, SDB (26. 4. 1949 v Hroznové Lhotě – 26. 11. 2021 ve Zlíně), vysvěcen 25. 6. 1977 v Olomouci (ve Vrahovicích působil od 1. 9. 2019 – 26. 11. 2021), pohřben ve Fryštáku
- P. Oldřich Macík, SDB od 1. 9. 2022 farářem

## Duchovní narození ve farnosti
- ThDr. Alois Lang (16. 6. 1869 v Držovicích – 6. 5. 1957 v Prostějově), ř. k. kněz, vysvěcen 1892, středoškolský pedagog, papežský komoří, čestný konzistorní rada, kněz jubilár, literát
- Bořivoj Karel Kyselý (1875 v Držovicích – 1960 ve Vrahovicích), ř. k. kněz, vysvěcen 1898, ThDr., vyučující řečtiny na teolog. f. v Olomouci
- Svatopluk Bohumil Kyselý (9. 12. 1872 v Držovicích – 1. 12. 1935 ve Vrahovicích), ř. k. kněz, vysvěcen 1895, čestný konzistorní rada, prozaik a překladatel
- Bartoloměj Smečka (31. 1. 1887 v Držovicích – 1. 9. 1946 v Pavlovicích u Kojetína), ř. k. kněz, vysvěcen 1910, konzistorní rada, auditor, viceděkan